# Газообразное топливо

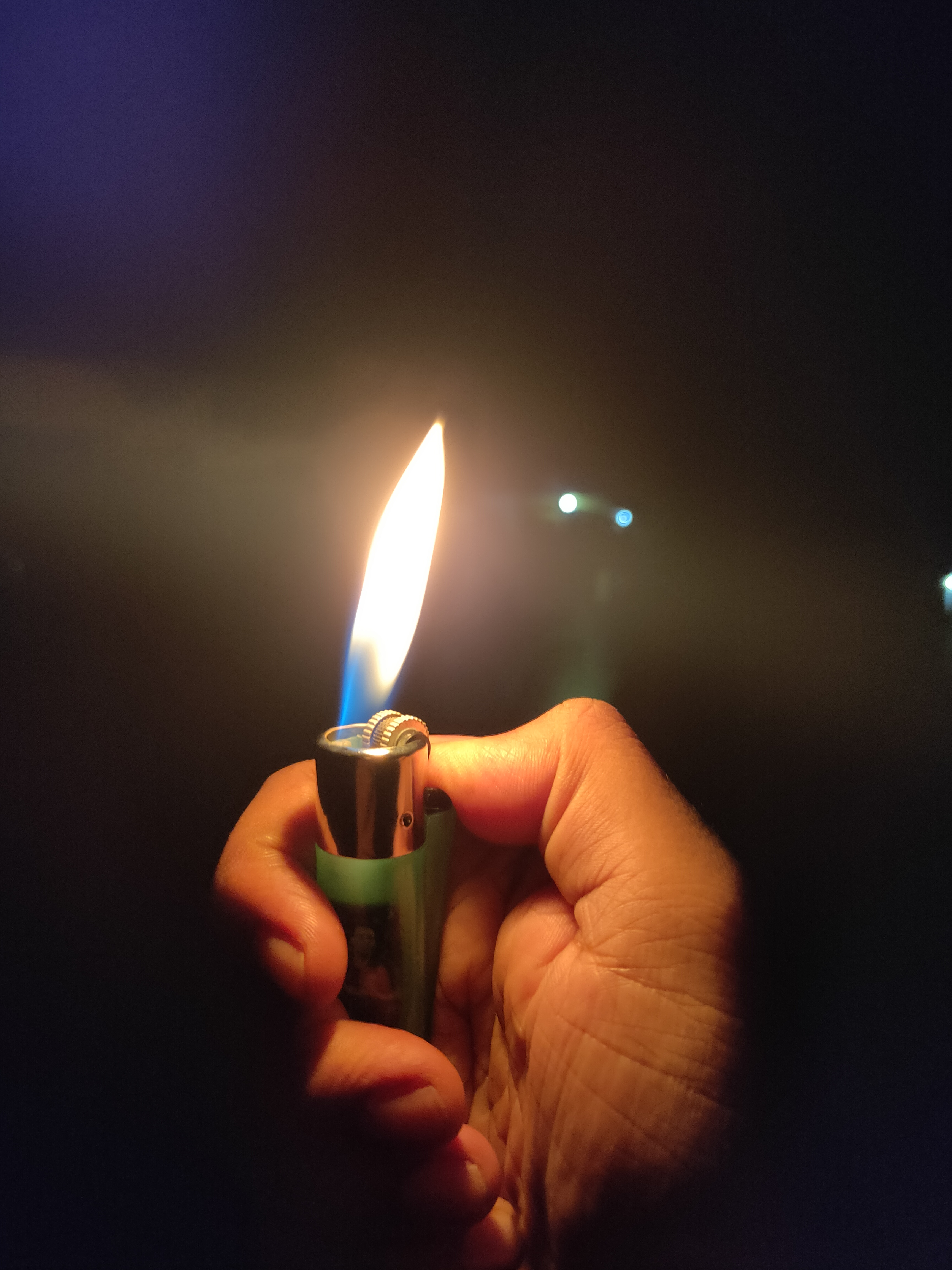
Газообразное топливо в зажигалке

Газообразное топливо — многокомпонентная смесь горючих и негорючих газов природного или искусственного происхождения. Основными величинами, которые характеризуют газовое топливо, являются:
- теплота сгорания и теплотворная способность.
- плотность и относительная плотность
- Число Воббе
- скорость сгорания и предел взрываемости.

Наиболее важные газообразные виды топлива включают в себя:
- метан (природный газ и биогаз) — в виде СПГ и КПГ, а также разрабатываемого АПГ
- СУГ (пропан-бутановая смесь)
- ДМЭ (диметиловый эфир)
- генераторный газ
- коксовый газ
- доменный газ
- ацетилен
- водород